# Смоленська єпархія РПЦ
Смоленська єпархія РПЦ — єпархія РПЦ на території міста Смоленська, Велізького, Демидівського, Дорогобузького, Духовщинського, Кардимовського, Краснинського, Руднянського, Смоленського і Ярцевського районів Смоленської області. Входить до складу Смоленської митрополії. 
Кафедральний собор — Успенський кафедральний собор в Смоленську. 

## Назви
- Смоленська (з 1137)
- Смоленська і Брянська (з 1515 або 1539)
- Смоленська і Дорогобузька (з 1589)
- Смоленська та Чернігівська (з 1628)
- Смоленська і Мстиславська (з 1657)
- Смоленська і Дорогобузька (з 1661 або 1671)
- Смоленська і Брянська (1942 — 1943)
- Смоленська і Дорогобузька (1944 — 1965)
- Смоленська і Вяземська (1965 — 1989)
- Смоленська і Калінінградська (1989 — 2009)
- Смоленська і Вяземська (2009 — 2015)
- Смоленська і Рославльська (2015 — 2017)
- Смоленська і Дорогобузька (з 4 травня 2017)

## Історія
Християнство стало поширюватися на Смоленщині невдовзі після хрещення Києва. Як повідомляє літопис, «в літо 6498 іде Володимир в Смоленську землю і тамо хрести всі ті землі». Першим містом князівства, що прийняло хрещення, став Смоленськ.
Після смерті Ярослава Мудрого в 1054 Смоленськ став столицею самостійного князівства, діставшись у спадок синові Ярослава — В'ячеславу, потім онукові, Володимиру Мономаху.
Смоленщина перебувала у складі Переяслав-Хмельницької єпархії доти, доки онук Мономаха, князь Ростислав Мстиславич Побожний (1128—1158) не виклопотав для Смоленська самостійного єпископа. Угода між ним і першим єпископом увійшла в історію як «Статутні грамоти Ростислава». Смоленська єпископія отримала від князя значні доходи, земельні володіння. На Смоленській землі в XII — XIII століттях розгорталася діяльність багатьох видатних проповідників і церковних письменників. Яскравим ім'ям в їхній плеяді є ім'я святого преподобного Авраамія Смоленського.
У 1415–1419 і 1458 — 1514 роках перебувала в канонічній юрисдикції Києво-Литовських митрополитів.
З 26 січня 1539 року — архієпископія; з 1681 по 1728 роки — митрополія.

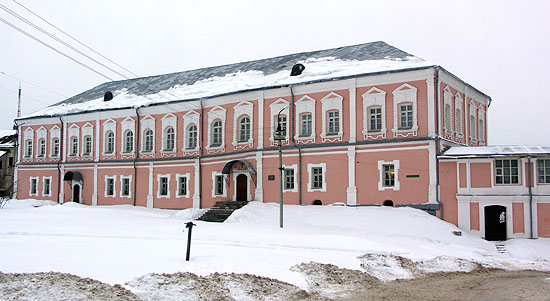
Архієрейський будинок в Смоленську

У добу більшовицької окупації популярність здобув процес «Смоленська справа» 1922, в результаті якого, за спробу зупинити вилучення церковних цінностей з Успенського собору Смоленська, що не піддався пограбуванню навіть з приходом Наполеона, залучено було 45 осіб, 25 з яких були ув'язнені, 5 — розстріляні. До 2008 було відомо 242 імені священнослужителів Смоленської єпархії, що постраждали від гонінь.
У 1941–1943 Смоленська єпархія включала в себе Смоленщину і Брянщину і входила до складу Білоруської православної церкви. Правлячим архієреєм був єпископ Смоленський і Брянський Стефан Севбо У 1943—1944 Смоленська єпархія очолювалася архієпископом Тверським Василем Ратміровим, що мав титул «Тверський і Смоленський».
З 1984 по 2008, в період управління митрополита Кирила Гундяєва (нині Патріарх Кирило) в Смоленській і Калінінградській єпархіях було побудовано 143 храмів, 65 відновлено.
Рішенням Священного Синоду від 31 березня 2009 на території Калінінградської області утворена єпархія РПЦ. Правлячий архієрей новоствореної єпархії отримав титул «Калінінградський і Балтійський», правлячий архієрей Смоленської єпархії іменується «Смоленський і В'яземський».
У 2015 зі складу Смоленської єпархії виділена В'яземська єпархія; Смоленська і В'яземська єпархії включені до складу новоствореної Смоленської митрополії. У 2017 зі складу Смоленської єпархії виділена Рославльська єпархія, що також включена до складу Смоленської митрополії.

## Архієреї
Константинопольська православна церква — Київська метрополія до 1515
- Ігнатій I (1128—1133) — виділення Смоленського князівства
- Лазар I (1133—1135)
- Мануїл Грек (26 грудня 1137—1169)
- Михаїл (?)
- Костянтин (згадується у 1180)
- Симеон I (згад. 1190—1197)
- Ігнатій II (згад. 1206 — 29 січня 1219)
- Лазар II (1219—1220)
- Меркурій (?-1247)
- Афанасій (XIII ст.)
- Іоанн I (XIII ст.)
- Порфирій (перна пол. XIII ст.)
- Діонісій (до 1238)
- Фома (1238—1256)
- Пахомій (XIII ст.)
- Ігнатій III (2-га пол. XIII ст.)
- Іона (XIV ст.)
- Даніїл (?) (XIV ст.)
- Іоанн II (згад. 1335)
- Євфимій I (с 1345)
- Феофілакт (Феоктист) (з 1356)
- Парфеній (1364—1370)
- Даниїл II Звенигородський (1375—1382)
- Михаїл II (поч. 1383—1396)
- Кассіан (Наассон) (6 квітня 1396 — ?)
- Ігнатій IV (згад. в 1405)
- Іларіон (після 1405—1408)
- Нікон (1408—1411)
- Севастіан (1411—1416)
- Герасим (1417—1433)
- Михаїл III (згад. у 1435)
- Нафанаїл (згад. з 1440 по 1445)
- Симеон II (1440 — 3 березня 1445)
- Євфимій II (XV ст.)
- Місаїл Бабич (1454—1480)
- Місаїл Бабич (1454—1480)
- Іоаким (1480—1485)
- Йосиф Болгаринович (1494 — 30 травня 1498)
- Йосиф ІІ Солтан (1502 — 8 лютого 1509)
- Варсонофій Ходикін (1509 — жовтень 1514)

Схизматична Московська метрополія
- Іосиф ІІІ (15 лютого 1515 — 22 червня 1532)
- Савва Слєпушкін (20 лютого 1536—1538)
- Гурій Заболотський (16 березня 1539 — березень 1555)
- Симеон III (17 березня 1555 — 28 липня 1567)
- Феофіл (1568)
- Сильвестр (згад. 1572—1589)

Російська православна церква
- Феодосій (1592—1605)
- Сергій (1608—1611)

Константинопольська православна церква — Український екзархат
- Ісая Копинський (1628 — 18 листопада 1631)
- Авраамій (1632—1655)

Російська православна церква
- Лаврентій (березень — грудень 1655)
- Калліст Дорофеєвич-Риторайський (червень 1657—1658)
- Філарет (1658—1671)
- Варсонофій Єропкін (9 квітня 1671 — поч.1676)
- Симеон Молюков (9 квітня 1676 — 10 лютого 1686)
- Сильвестр II Черницький (26 березня 1699—1704)
- Сильвестр Крайський (вересень 1707—1712)
- Дорофей Короткевич (1712 — 3 червня 1718)
- Сильвестр Холмський-Волинець (5 березня 1719 — 3 березня 1720)
- Варлаам Косовський (3 березня 1720 — 24 травня 1721)
- Філофей Грек (13 лютого 1722 — червень 1727)
- Гедеон Вишневський (19 червня 1728 — 2 лютого 1761)
- Парфеній Сопковський (7 березня 1761 — 7 березня 1795)
- Димитрій Устимович (1 травня 1795 — 26 травня 1805)
- Серафим Глаголевський (7 липня 1805 — 7 лютого 1812)
- Іриней Фальковський (7 лютого 1812 — 6 липня 1813)
- Іоасаф Сретенський (6 липня 1813 — 7 липня 1821)
- Іосиф Величковський (3 липня 1821 — 17 лютого 1834)
- Тимофій Кетлеров (24 лютого 1834 — 16 травня 1859)
- Антоний Амфітеатров (31 жовтня 1859 — 9 листопада 1866)
- Іоанн Соколов (9 листопада 1866 — 17 березня 1869)
- Серафим Протопопов (4 квітня 1869 — 2 жовтня 1874)
- Іосиф Дроздов (7 грудня 1874 — 28 вересня 1881)
- Нестор Метанієв (31 жовтня 1881 — 16 грудня 1889)
- Гурій Охотін (21 січня 1890 — 21 січня 1896)
- Никанор Каменський (10 лютого 1896 — 2 січня 1899)
- Митрофан Невський (2 січня — 23 травня 1899)
- Петро Дугов (30 травня 1899 — 15 лютого 1908)
- Феодосій Феодосіїв (15 лютого 1908—1919)
- Євсевій Нікольський (1919—1920)
- Філіп Ставицький (19 жовтня 1920 — 13 червня 1924)
- Валеріан Рудич (17 березня 1924 — 1 листопада 1927)
- Серафим Остроумов (1 листопада 1927 — листопад 1936)
- Модест Нікітін (листопад 1936 — 2 грудня 1937)
  - 1937—1942 — не було
- Стефан Севбо (17 травня 1942—1943)
- Сергій Смірнов (19 листопада 1944 — 5 квітня 1955)
- Михаїл Чуб (5 квітня 1955 — 1 серпня 1957)
- Іннокентій Сокаль (10 травня 1959 — 15 жовтня 1964)
- Питирим Нечаєв (23 жовтня 1964 — 5 лютого 1965)
- Антоній Вакарик (12 лютого 1965 — 7 жовтня 1967)
- Гедеон Докукін (22 жовтня 1967 — 2 лютого 1972)
- Феодосій Процюк (2 лютого 1972 — 26 грудня 1984)
- Кирил Гундяєв (26 грудня 1984 — 31 березня 2009)
- Феофілакт Кур'янов (31 березня 2009 — 22 березня 2011)
- Пантелимон Шатов (22 березня 2011 — 12 березня 2013)
- Пантелимон Шатов (12 березня 2013 — 17 березня 2013)
- Ісидор Тупікін (с 17 березня 2013)

## Вікаріатства
- Балтійське (нечинне)
- В'яземське (нині самостійна єпархія)
- Гжатське (нечинне)
- Мосальське (нечинне)
- Порецьке (нечинне)
- Рославльське (нині самостійна єпархія)
- Сухініцьке (нечинне)

## Монастирі
- Троїцький Болдин монастир (чоловічий; село Болдино, Дорогобузький район)
- Спасо-Преображенський монастир Авраама (чоловічий; Смоленськ)
- Спасо-Вознесенський монастир (жіночий; Смоленськ)
- Свято-Троїцький монастир (жіночий; Смоленськ)
- Дмитрівський монастир (жіночий; Дорогобуж)